# Синтактична піна

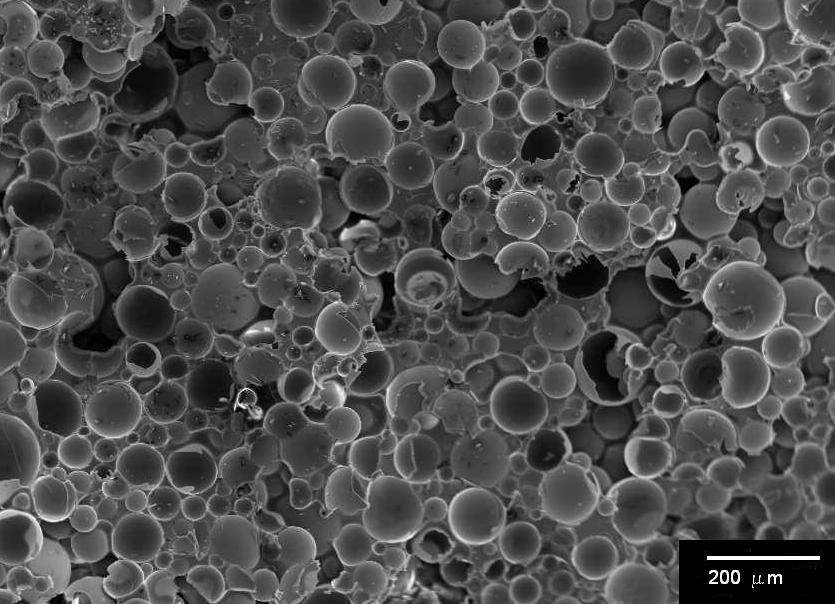
Синтактична піни, яка складається зі скляних мікросфер на матриці з епоксидної смоли. Вид крізь сканувальний електронний мікроскоп

Синтакти́чна піна́ (сферопластики, англ. Syntactic foams) — вид газонаповнених пластиків, наповнювачами в яких служать пустотні сферичні частинки (із синтетичних полімерів, скла та інші), рівномірно розподілені в полімерному в'яжучому. Існують інші модифікації на основі синтактних пін, додатково наповнених газовими мікропорами або макросферами з різних конструкційних матеріалів.
Застосовуються у виробництві плавучих засобів, як тепло- та звукоізоляційні заповнювачі полегшених конструкцій, в світловідбивних системах для маркування доріг.

## Сфера застосування
Сучасна екологічно чиста технологія дозволяє виготовляти вироби і конструкції будь-якої конфігурації масою 1 т, що забезпечують додаткову плавучість  підводних технічних засобів. Можливе застосування сферопластиків і пінопластів як теплоізоляційних матеріалів (будівництво, нафтовидобування).
Серед нинішніх заяв, деякі з прикладів плавучості модулів для морських бурових стояків, човен корпусів та частин вертольотів і літаків. Нові галузі застосування надходять від спортивної індустрії; лижі та футбольні м'ячі — лише деякі з прикладів.
У 2012 році Джеймс Камерон спустився в батискафі Deepsea Challenger на дно Маріанської впадини. Він використовував синтактичну піну у своєму батискафі.
У 2015 році американські військові запропонували використовувати синтактичну піну з магнієвого сплаву для виробництва військових кораблів — таким чином можна зробити корабель практично непотоплюваними.

## Опис
Заводська готовність є однією з найбільших переваг цих матеріалів.
Технологія виробництва ґрунтується на комплексному використанні процесів формування, склеювання і механічної обробки легковагих сферопластиків і пінопластів. Забезпечує раціональну компоновку, зниження масогабаритних характеристик, підвищення експлуатаційної надійності. Допускає можливість використання легковагих матеріалів у складі тришарових конструкцій і нанесення захисних покриттів. Технологічний процес отримання сферопластиків механізований. 

## Технічні особливості
Порівняльні технічні характеристики наведено у таблиці:
| Характеристика                  | Сферопластик   | Пінопласт     |
| ------------------------------- | -------------- | ------------- |
| Густина, кг/м3                  | від 450 до 650 | від 50 до 600 |
| Міцність, МПа                   | 90—120         | 3—50          |
| Глибина експлуатації виробів, м | до 6 000       | до 600        |
| Термін експлуатації             | 20             | 20            |